# Najas minor
Najas minor là một loài thực vật có hoa trong họ Hydrocharitaceae. Loài này được All. mô tả khoa học đầu tiên năm 1773.